# Noura e Palheiros
Noura e Palheiros (oficialmente: União das Freguesias de Noura e Palheiros) é uma freguesia portuguesa do município de Murça, com 41,72 km² de área e 812 habitantes (censo de 2021). A sua densidade populacional é 19,5 hab./km².

## História
Foi criada aquando da reorganização administrativa de 2012/2013, resultando da agregação das antigas freguesias de Noura e Palheiros.

## Demografia
A população registada nos censos foi:
| Distribuição da População por Grupos Etários | Distribuição da População por Grupos Etários | Distribuição da População por Grupos Etários | Distribuição da População por Grupos Etários | Distribuição da População por Grupos Etários | Distribuição da População por Grupos Etários |
| -------------------------------------------- | -------------------------------------------- | -------------------------------------------- | -------------------------------------------- | -------------------------------------------- | -------------------------------------------- |
| Antes da agregação                           |                                              |                                              |                                              |                                              |                                              |
| Ano                                          | 0-14 anos                                    | 15-24 anos                                   | 25-64 anos                                   | >= 65 anos                                   | Total                                        |
| 2001                                         | 161                                          | 159                                          | 545                                          | 214                                          | 1079                                         |
| 2011                                         | 105                                          | 103                                          | 486                                          | 213                                          | 907                                          |
| Após a agregação                             |                                              |                                              |                                              |                                              |                                              |
| Ano                                          | 0-14 anos                                    | 15-24 anos                                   | 25-64 anos                                   | >= 65 anos                                   | Total                                        |
| 2021                                         | 61                                           | 67                                           | 418                                          | 266                                          | 812                                          |